# Quan đao
Quan đao là một loại vũ khí dài Trung Quốc được sử dụng trong một số hình thức võ thuật Trung Quốc. Trong tiếng Trung, nó còn được gọi là yển nguyệt đao (偃月刀; "đao trăng nghiêng"), cái tên này luôn xuất hiện trong các bản văn từ các triều đại của nhà Tống đến nhà Thanh như Vũ kinh tổng yếu và Hoàng triều lễ khí đồ thức. Nó có thể so sánh với naginata Nhật Bản và fauchard hoặc kiếm glaive châu Âu với cấu trúc bao gồm một lưỡi đao nặng với một cán dài ở phía sau và đôi khi cũng có một khía tại bệ đỡ lưỡi đao giúp có thể móc, đoạt vũ khí của đối phương. Ngoài ra, vũ khí thường có các răng cưa không đều dẫn từ lưng của lưỡi đao đến đỉnh nhọn. Lưỡi đao được gắn trên đỉnh một cọc gỗ hoặc cọc kim loại dài khoảng 1,5 m đến 1,8 m với một đối trọng kim loại nhọn phía đuôi-được sử dụng để cân bằng lưỡi đao nặng đầu kia và đôi khi cũng có thể dùng để gây sát thương.
Trong các phiên bản hiện đại, một khăn hoặc tua rua màu đỏ được gắn vào khớp của cọc và lưỡi. Ngoài ra còn có các biến thể, chẳng hạn như có các nhẫn được móc dọc theo chiều dài cạnh lưng của lưỡi đao như được thấy trong quan đao chín nhẫn, hoặc có đầu cong tròn thành hình xoắn ốc tròn như trong "tượng quan đao", hoặc có thiết kế trang trí công phu hơn như quan đao đầu rồng. Tuy nhiên, ngoài "tượng quan đao" dường như không có cái nào trong số các biến thể trên có bệ đỡ về mặt lịch sử.
Nó cũng được gọi là "big knife" bởi một số nguồn phương Tây.

## Lịch sử

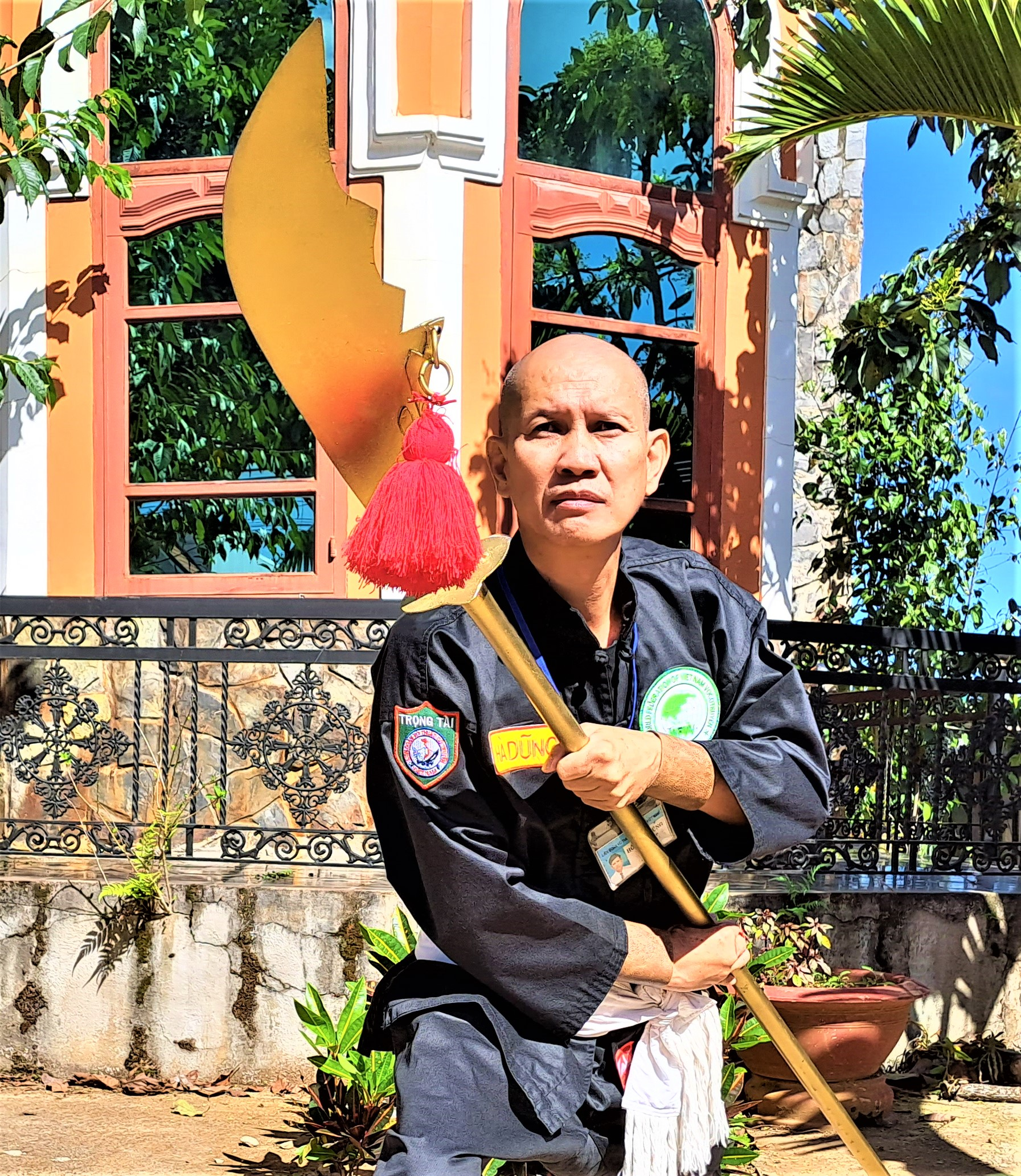
Quan đao (Yển nguyệt đao)

Theo truyền thuyết, quan đao được phát minh bởi tướng Quan Vũ nổi tiếng vào đầu thế kỷ thứ 3 sau Công Nguyên, và từ đó tên ông cũng đặt cho loại vũ khí này. Người ta nói rằng ông đã xác định rõ hình dạng và kích thước của nó cho thợ rèn để rèn nên thanh đao này. Nhờ có tầm vóc lớn và sức mạnh phi thường của mình, Quan Vũ mới có thể mang loại vũ khí oai phong đến vậy. Thanh đao của Quan Vũ được gọi là "Thanh long yển nguyệt đao" (青龍 偃月刀, Qīnglóng yǎnyuèdāo) nặng 82 cân Trung Quốc (ước tính ở mức 18.263 kg hoặc 48.38 kg - tùy theo hệ đo triều đại nhà Hán hoặc triều đại nhà Minh - trong Tam quốc diễn nghĩa thì một cân là khoảng 590 gram.
Tuy nhiên, trong khi cuốn tiểu thuyết nổi tiếng Tam Quốc bởi La Quán Trung mô tả Quan Vũ đang cầm thanh quan đao, mô tả này có thể là một phóng đại nhằm khiến nhân vật có vẻ oai phong hơn: trong lịch sử không nói đến bằng chứng cho thấy Quan Vũ đã sử dụng vũ khí mà được quy cho ông, và quả thực không có dấu hiệu cho thấy sự tồn tại của cái mà bây giờ được gọi là quan đao trước thế kỷ thứ 11 - khi vũ khí này được minh họa lần đầu trong sách hướng dẫn quân sự Vũ kinh tổng yếu. Do đó, quan đao, có thể thậm chí không tồn tại trong thời đại của Quan Vũ, đây là một phần của sự nhầm lẫn từ văn hóa đại chúng. Hơn nữa, học giả Đào Hoằng Ảnh (456-536 SCN) ghi lại trong Cổ kim đao kiếm lục (古今 刀劍 錄) rằng Quan Vũ rèn một cặp đao được làm từ sắt ông thu được từ núi Võ Đô Sơn (武 都 山), có thể đã truyền cảm hứng cho câu chuyện mà Quan Vũ tự phát minh vũ khí của mình. Tuy nhiên, điều này cũng chỉ ra rằng ông không sử dụng quan đao hay thậm chí bất cứ thứ gì giống như quan đao, vì vũ khí dao được gắn trên gậy hay có tay cầm dài như phác đao hay đại đao đều được cầm bằng hai tay và do đó sẽ không thể tạo ra hoặc được sử dụng thành một cặp.
Trong khi một số sử gia vẫn cho rằng quan đao đơn giản là vũ khí không phổ biến trước triều đại nhà Đường và do đó không được minh họa trước đó, bằng chứng lịch sử dẫn đến vũ khí là một công cụ kiểm tra để cấp quyền. Vào thời nhà Thanh, quan đao, phần lớn, không thực sự được dùng trong chiến đấu thực địa, mà thay vào đó được sử dụng như một công cụ để kiểm tra sức mạnh của những người muốn trở thành sĩ quan quân đội: kiểm tra bao gồm chỉ đơn giản là thực hiện các thao tác yêu cầu khác nhau bằng cách sử dụng vũ khí như vậy. Trong triều đại nhà Thanh, một số phiên bản đặc biệt nặng của quan đao đã được thực hiện cho mục đích này: một ứng cử viên phải có thể sử dụng vũ khí có trọng lượng 80, 100 hoặc 120 cân (48, 60 hoặc 72 kg, sử dụng giá trị hiện đại cho 1 jin = khoảng 0.6 kg), với vũ khí ứng với mỗi trọng lượng là điểm cao hơn liên tiếp trong kỳ thi, thông qua đó dẫn đến việc bổ nhiệm làm sĩ quan quân đội của các cấp bậc khác nhau dựa trên cấp lớp. Cái gọi là "quan đao thử thách" nặng nhất, nằm trong một bảo tàng ở Sơn Hải Quan, nặng 83 kg. Trong khi các ví dụ được lấy từ triều đại nhà Thanh và do đó có thể bị ảnh hưởng bởi cuốn sách (được viết trong triều đại nhà Minh), các bài kiểm tra của quân đội (bắt đầu từ triều đại nhà Đường) luôn liên quan đến việc nâng những viên đá nặng theo tiêu chuẩn và mang chúng cẩn thận, có thể góp phần quyết định của nhà văn để gán một trọng lượng bất thường cho vũ khí của Quan Vũ.
Vũ khí này cũng được các võ sĩ sử dụng rộng rãi cho mục đích đào tạo và thể hiện sức mạnh của họ, có lẽ cũng để huấn luyện đặc biệt cho các bài kiểm tra của sĩ quan quân đội. Nơi nó được sử dụng rộng rãi nhất là bởi bộ binh. Trong triều đại nhà Thanh, nó đã được sử dụng bởi tất cả các quân của Lục doanh binh. Bên cạnh đó, việc thiếu tiêu chuẩn hóa các ví dụ cổ tồn tại cho đến ngày nay dường như chỉ ra rằng ít nhất là từ thế kỷ 19 trở đi, nó cũng phổ biến trong lĩnh vực võ thuật dân sự.
Các quan đao hiện đại như được sử dụng bởi các nghệ sĩ võ ngày nay thường nặng từ 2 kg và 10 kg (5 và 20 pounds), và thường bao gồm một trục gỗ dài khoảng 3–5 feet, một lưỡi ngắn khoảng 12-18 inch trên một đầu, và một đầu chùy ở phía còn lại (nhiệm vụ chủ yếu như là một đối trọng với lưỡi đao nhưng cũng có thể được sử dụng để tấn công), toàn bộ vũ khí hiếm khi vượt quá năm đến sáu feet trong tổng chiều dài. Trọng lượng và chiều dài giảm đáng kể làm vũ khí thực tế hơn cho các nghệ sĩ võ.